# Puncturella expansa
Puncturella expansa är en snäckart som först beskrevs av Dall 1896.  Puncturella expansa ingår i släktet Puncturella och familjen nyckelhålssnäckor. Inga underarter finns listade i Catalogue of Life.